# Borovți, Montana
Borovți (în bulgară Боровци) este un sat în comuna Berkovița, regiunea Montana,  Bulgaria. 

## Demografie
Componența etnică a satului Borovți
     Bulgari (84,58%)
     Romi (13,43%)
     Nicio identificare (1,98%)
     Altele (0%)
La recensământul din 2011, populația satului Borovți era de 655 locuitori. Din punct de vedere etnic, majoritatea locuitorilor (84,58%) erau bulgari, cu o minoritate de romi (13,43%). Pentru 1,98% din locuitori nu este cunoscută apartenența etnică.